# Dolichopus coercens
Dolichopus coercens är en tvåvingeart som beskrevs av Walker 1849. Dolichopus coercens ingår i släktet Dolichopus och familjen styltflugor. Inga underarter finns listade i Catalogue of Life.